# Benjamin Constant (schrijver)
Henri-Benjamin Constant de Rebecque (Lausanne, 25 oktober 1767 – Parijs, 8 december 1830) was een Frans liberaal politicus, journalist en auteur van romans, essays en pamfletten.
Constant maakte deel uit van een republikeinse groep intellectuelen in het Zwitserse Coppet rondom Madame de Staël en werd door haar beschouwd als een tweede Charles de Montesquieu. Constant vond dat hervormingen moreel en politiek gezien veruit superieur waren aan revolutie; hij accepteerde de algemene wil van Jean-Jacques Rousseau, maar pleitte verder voor vergaande verdeling van macht, gematigdheid, een middenpartij en ministeriële verantwoordelijkheid.
Constant was een belangrijk klassiek liberaal theoreticus die zich interesseerde voor de verhouding tussen de staatsmacht en het individu en vanwege zijn conflict met Napoleon het land verliet. Tijdens de Honderd Dagen (1815) steunde hij Napoleon, maar raakte in conflict met diens opvolgers koning Lodewijk XVIII en koning Karel X. Hij beïnvloedde met zijn geschriften de liberalen in de eerste helft van de 19e eeuw en de Belgische Opstand.
Constant publiceerde ook een reeks boeken tegen en niet over religie, geïnspireerd door de filosoof Baron d'Holbach en de Duitse journalist Friedrich Melchior Grimm. De Franse literatuur in de 19e eeuw vertegenwoordigde hij met een opmerkelijke psychologische roman: Adolphe – Een anekdote, aangetroffen tussen de papieren van een onbekende en uitgegeven door Benjamin Constant.

## Biografie
Constant was enig kind en afkomstig uit de Franse hugenotenfamilie Constant Rebecque, die al voor de instelling van het Edict van Nantes naar Zwitserland was gevlucht. Zijn vader Louis Arnold Juste werkte als hoge militair in het Staatse leger. Henriette-Pauline de Chandieu-Villars, zijn moeder, was kort na de bevalling van Constant gestorven. Rosalie de Constant was zijn nicht. Louis Arnold Juste trouwde in het geheim met Marianne Magnin met wie zijn zoon niet goed overweg kon.

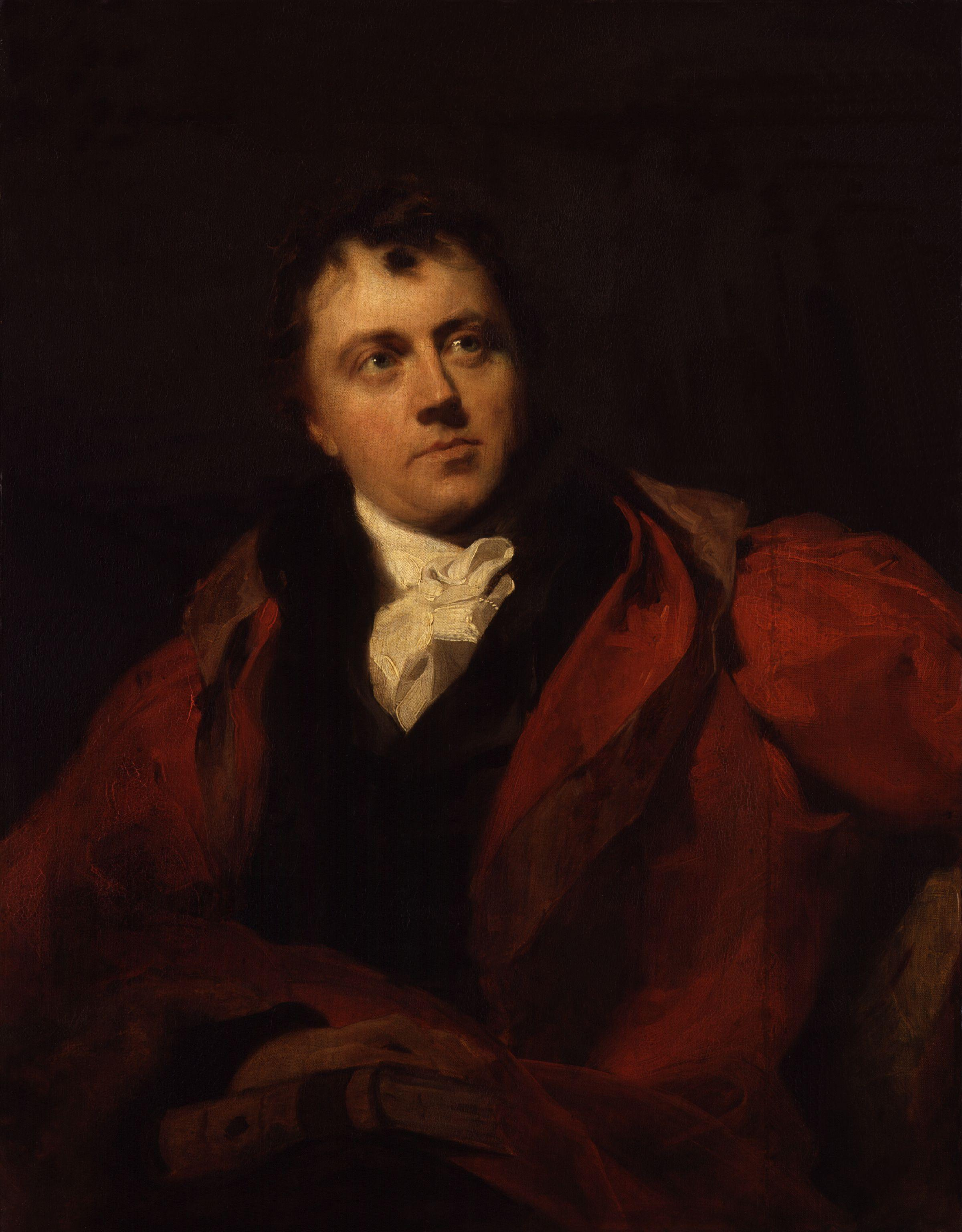
James Machintosh door Thomas Lawrence

Constant kreeg een kosmopolitische opvoeding. In 1774 woonde hij acht maanden lang met zijn tutor in een bordeel. De huisleraar werd ontslagen en opgevolgd door zeven andere. Constant had veel contact met zijn tante die ongelukkig getrouwd was met Lodewijk Theodoor II van Nassau-LaLecq.  In 1780 was hij twee maanden in Oxford, de winter bracht hij door in Geertruidenberg. Op 15-jarige leeftijd vertrok Constant naar de protestantse universiteit in het Duitse Erlangen en kreeg een baantje bij Sophie Caroline Marie van Brunswijk-Wolfenbüttel. Hij belandde na een affaire met een meisje en een verbanning door Karel Alexander van Brandenburg-Ansbach uiteindelijk in het Schotse Edinburgh. In 1785 was hij bij professor Andrew Duncan in de kost. Constant kreeg contact met Schotse filosofen uit De Verlichting en studeerde na anderhalf jaar af, maar verliet de stad met schulden en de toezegging die af te betalen. Terug in Zwitserland raakte Constant geïnteresseerd in het werk van Claude Adrien Helvétius en nam zich voor vooroordelen te bestrijden. Na een duel met een jaloerse minnaar vertrok hij naar Parijs. Hij vertoefde in het intellectuele milieu van de filosofische en literaire salons. Daar ontmoette hij Isabelle de Charrière, beter bekend als Belle van Zuylen, die 27 jaar ouder was en met wie hij, net als zijn oom indertijd, lang correspondeerde.  Hij logeerde twee maanden bij haar in Vorstendom Neuchâtel waar ze samen een boek schreven. Constant vermeldde in zijn autobiografie dat zij vanwege haar ziekte opium gebruikte en dat ook hij een flesje in zijn zak had.

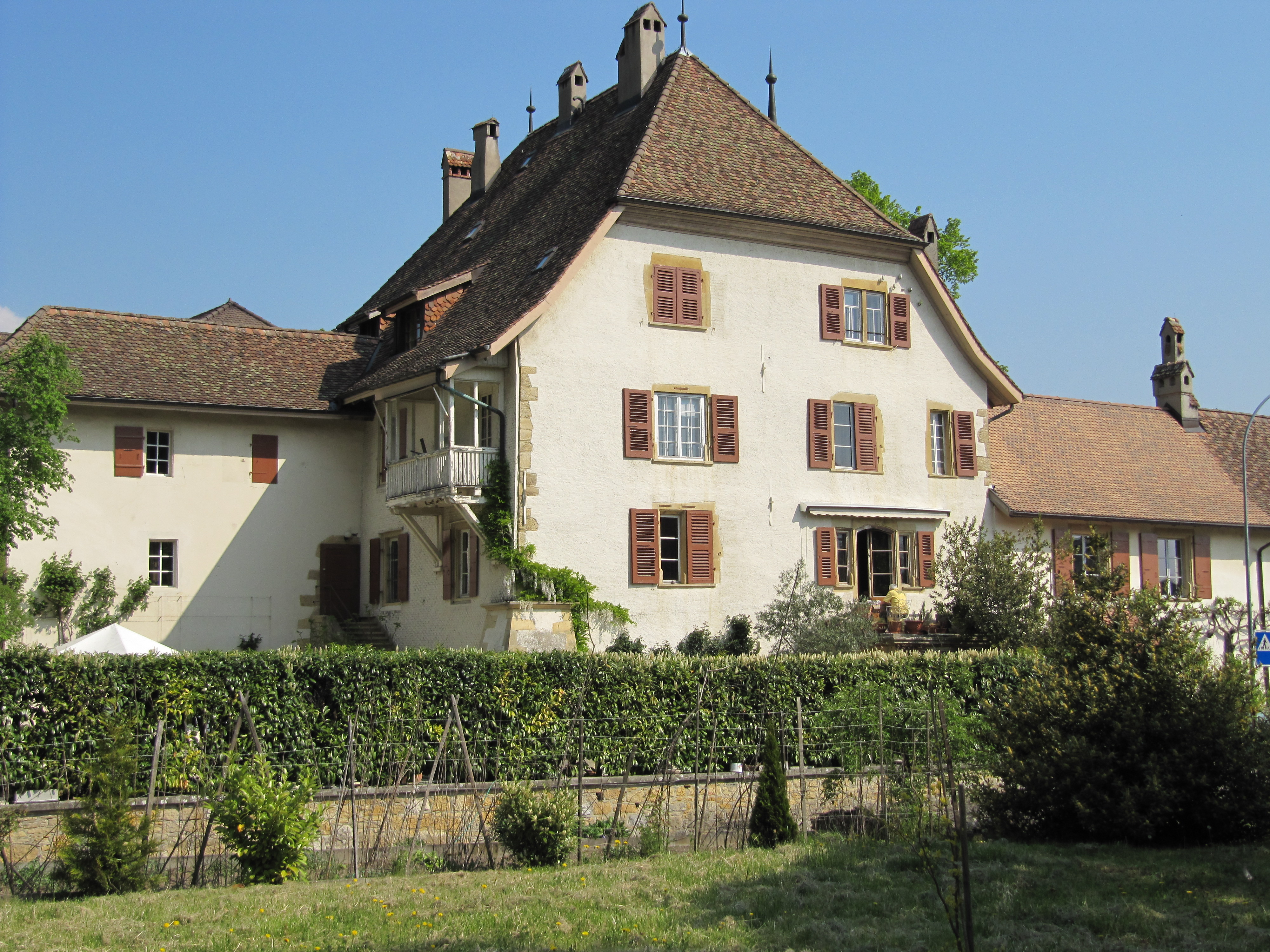
Le Pontet in Colombier

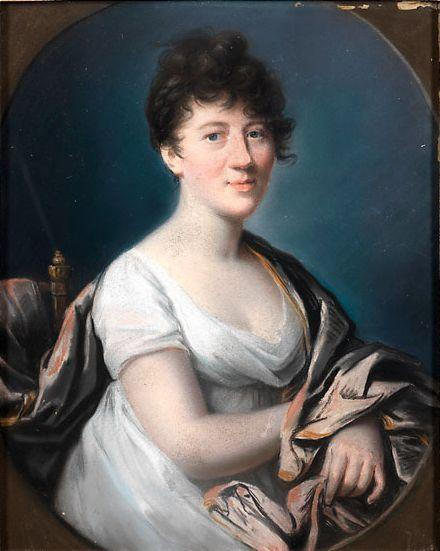
Charlotte von Hardenberg

In de zomer van 1787 maakte Constant een wandel- en zwerftocht door Engeland en Schotland en ontmoette een oude vriend die in Gretna Green was getrouwd. Constant, die inmiddels een deel van zijn achternaam wegliet, stond bij zijn vriendinnen ook bekend als gierig en beschreef veelvuldig hoe duur alles was in Engeland. Op 1 oktober was hij weer terug in Frankrijk. In maart 1788 trad Constant als kamerheer in dienst van de Hertog van Brunswijk. In 1789 trouwde hij met de hofdame Wilhelmina von Cramm, van wie hij in 1793 scheidde toen hij verliefd werd op Charlotte van Hardenberg. Al in 1790 was hij van plan een repliek te schrijven op Edmund Burke, die van mening was dat de excessen aan het begin van de Franse Revolutie, met name de gebeurtenissen begin oktober 1789, voordat de Verklaring van de rechten van de mens en de burger was aangenomen, te vermijden waren geweest. Ondertussen was hem duidelijk geworden dat de hertog van Brunswijk zich tot een van de centrale figuren ontwikkelde in een coalitie tegen Frankrijk. Van december 1793 tot april 1794 zat hij in een logement nabij Belle van Zuylen in Colombier aan het Meer van Neuchâtel. Hij kreeg een hond van haar omdat hij zo gek was van haar hond.

### Staël en Napoleon

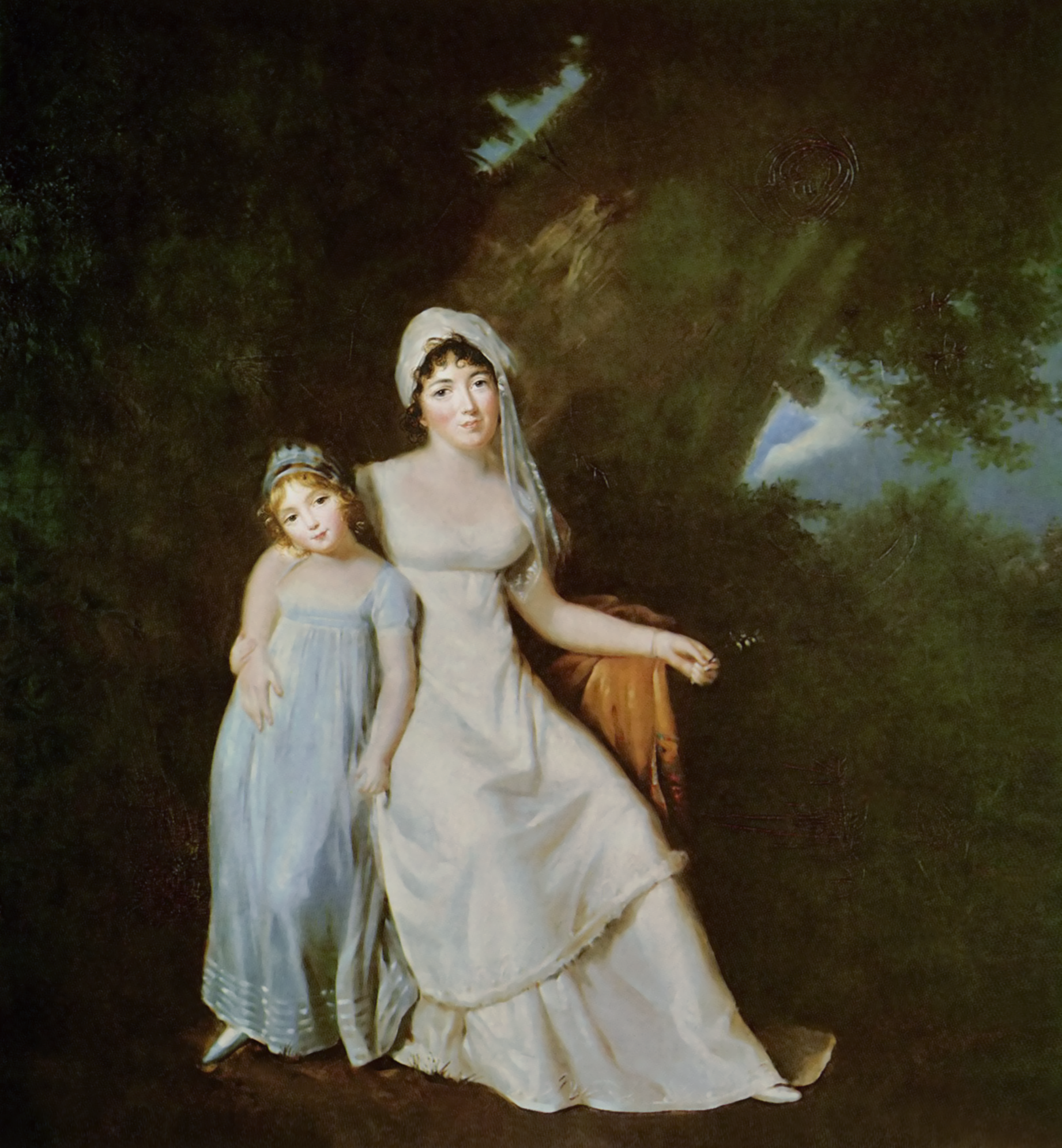
Madame de Staël en haar dochter Albertine de Staël, geschilderd door Marguerite Gérard rond 1805. Als vader wordt meestal Benjamin Constant genoemd

Op 18 september 1794 ontmoette Constant in Lausanne Madame de Staël, de beroemde schrijver en 'salonnière', dochter van de bankier, miljonair en minister Jacques Necker. Er volgde een felle briefwisseling met Van Zuylen toen Constant met De Staël, een jonge vrouw van zijn eigen leeftijd, in mei naar Parijs vertrok.  Op 23 september werd de Franse Grondwet van 1795 goedgekeurd in de Nationale Conventie; bovendien werd een vijfkoppig Directoire ingesteld. Iedereen die pleitte voor herstel van de monarchie of voor herinvoering van de Franse grondwet van 1793 werd met de dood of deportatie bedreigd. Twee dagen na de 13 Vendémiaire werd Constant beschuldigd een royalist te zijn en een nacht opgesloten in de gevangenis.
In 1798 begon hij een briefwisseling met de vrouw van de acteur François-Joseph Talma. Niet lang nadat hij als Frans staatsburger werd erkend, werd hij in het Tribunaat benoemd; Constant ging al spoedig in oppositie (7 januari 1800) en in 1802 moest hij zijn zetel opgeven. Toen ook De Staël hooglopende ruzie kreeg met Napoleon vanwege haar verdediging van Jean Gabriel Peltier die Napoleon dood wenste, maakte hij met haar in 1803 een journalistieke reis naar Weimar, waar zij Duitse kunstenaars en geleerden ontmoeten. Constant wees een huwelijk af, en verliet haar. Hij reisde haar tegemoet, toen hij vernam dat haar vader Jacques Necker met wie zij een uitzonderlijke sterke band had, was overleden.
De relatie met Mme de Staël duurde tot mei 1811, ondanks het feit dat Constant in 1808 in het geheim was getrouwd met zijn oude liefde Charlotte von Hardenberg, geboren in Engeland. Tussen 1810-1815 verloor hij zijn huis in de Rue de Berri, meubels en bibliotheek met het gokken. Tussen 1811 en oktober 1813 woonde hij met zijn vrouw in Göttingen.
In augustus 1814 werd Constant verliefd op de frivole Mme Récamier, een vriendin van Germaine en eveneens een tegenstander van de keizer. Tijdens hun relatie die achttien maanden duurde trad Constant in overleg met Joseph Fouché, Michel Ney, Elie Decazes, Joseph Bonaparte en Napoleon. Op haar advies mocht hij niet te veel toegeven. 
De onbevredigende relaties van Constant dienden als bron van inspiratie voor zijn psychologische roman Adolphe, een mix van autobiografische passages, scherpe analyses en cynische bedenkingen.

## Politieke loopbaan

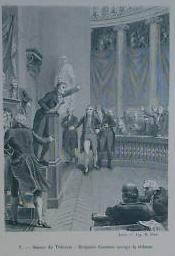
Constant in het Tribunaat

De politieke koers van Benjamin Constant was niet recht. Aanvankelijk bevond hij zich uiterst links en in een vroeg stadium wees hij op de uitwassen van het schrikbewind onder leiding van Robespierre. Volgens Belle van Zuylen veranderde in 1795 zijn politieke voorkeur; in tegenstelling tot Edmund Burke en evenals Madame De Staël was hij niet overtuigd van de onvermijdelijkheid van de Franse Revolutie. Constant bewonderde Jean Lambert Tallien en Talleyrand en maakte in 1796 zijn politieke debuut. Hij was tegen het principe van een tweederdemeerderheid voor het aannemen van wetten in de Nationale Conventie. Op 18 Fructidor (4 september 1797) vond er een staatsgreep plaats, die leidde tot meer macht voor Paul Barras; Madame de Staël en Constant waren voorstander van de staatsgreep om de republiek te redden van de ondergang. Vervolgens pleitte Constant voor een gematigde middenpartij en vrijheid van meningsuiting. Na de 18e Brumaire werd Constant benoemd in het Tribunaat, maar in 1802 werd 1/5 van de afgevaardigden alweer ontslagen, waaronder Constant. Eind oktober 1803 trok hij met De Staël naar het Hertogdom Saksen-Weimar-Eisenach, waar hij Duitse geleerden en romantische schrijvers ontmoette. Vanaf 1804 stond hij samen met Madame de Staël vijandig tegenover de ongebreidelde macht van keizer Napoleon, die een politiestaat had gecreëerd met behulp van Joseph Fouché. Napoleon deed ondertussen van alles om Madame de Staël te beledigen en leverde persoonlijk kritiek op haar laatste publicatie, Corinne. Constant publiceerde in 1813 De l'esprit de conquête, een sterke aanval op Napoleon. Na de Restauratie en het Charter van 1814 reisde Constant vanuit Duitsland terug naar Brussel. Ook Constant kan als windvaan worden betiteld, want tijdens de Honderd Dagen (1815) sprak hij zich in maart nog uit tegen Napoleon. Op aanraden van Madame de Staël vluchtte hij naar de Vendée, maar een week later was hij alweer terug in Parijs. Lodewijk XVIII vluchtte op 20 maart naar Gent, de dag dat Napoleon de stad binnenreed.

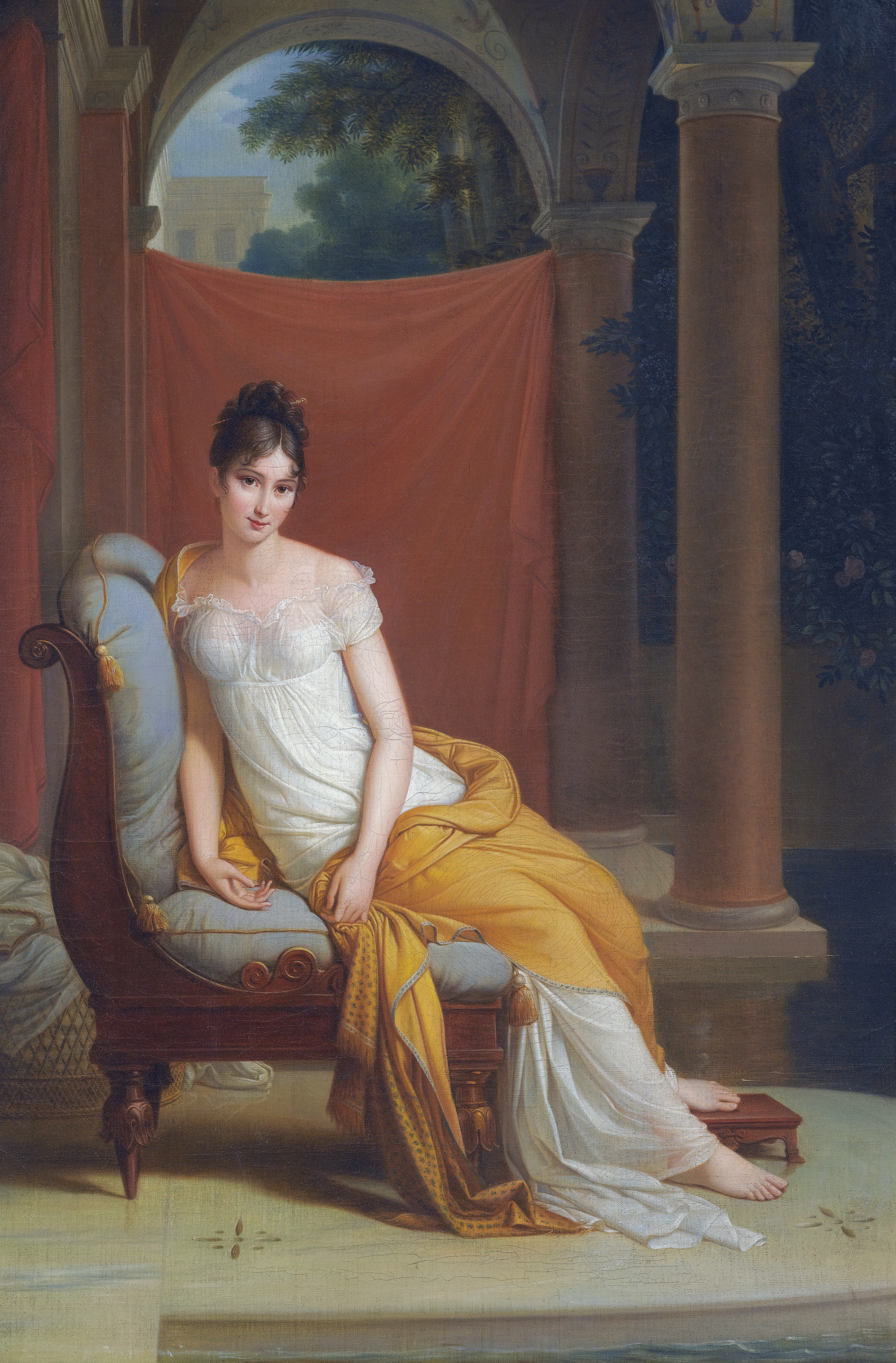
Madame Recamier (1777–1849) door François Pascal Simon Gérard

Op 14 april werd Constant door Napoleon, die zich liberaler voordeed dan voorheen, meerdere keren in de Tuilerieën uitgenodigd voor besprekingen en hij werd als lid van de Raad van State benoemd. Constant kreeg de opdracht een Acte additionnel op te stellen, een toevoeging op de grondwet waarin de ministeriële verantwoordelijkheid werd vastgelegd en het recht van een gekozen burgemeester; bovendien pleitte hij voor redevoeringen die niet van tevoren op papier waren gezet, zodat er een echt debat zou plaatsvinden in het parlement. In juni eiste Napoleon evenwel onbeperkte macht op; de Markies de la Fayette vroeg daarop om zijn afzetting. De geallieerden versloegen Napoleon definitief op 18 juni. Na afloop van deze slag bij Waterloo moest ook Constant tijdelijk het land verlaten, maar de koning herriep zijn besluit binnen een week. Constant vertrok in de herfst naar Brussel en in januari 1816 naar Engeland en keerde pas aan het einde van dat jaar terug naar Frankrijk.

## Nadagen
In 1815 publiceerde Constant zijn Principes de politique applicables à tous les gouvernements représentatifs (Politieke uitgangspunten voor alle representatieve regeringen), een pleidooi voor de constitutionele monarchie. Hij ontmoette tsaar Alexander I van Rusland en Barbara Juliana von Krüdener.
In september 1816  werd de Kamer van Afgevaardigden tijdelijk opgeheven. Constant publiceerde een brief over vrijheid in de Oudheid.
Vanaf 1818 behoorde Constant samen met La Fayette en Odilon Barrot tot de voormannen van de liberale partij. Constant brak zijn been en zou de rest van zijn leven met krukken lopen.
In 1819 werd Constant verkozen tot afgevaardigde van de Sarthe en verdedigde de persvrijheid in een beroemd geworden speech. Hij gaf een lezing over de vrijheid in de oudheid vergeleken met de moderne tijd. Met zijn ideeën over fetisjisme en de grenzen van de macht van de staat beïnvloedde hij Claude Henri de Rouvroy en Auguste Comte. Onder Élie Decazes ontstond een liberaler beleid in Frankrijk. In 1821 bestreed hij de handel in slaven. Constant kreeg in 1822 bij verstek zes maanden gevangenisstraf opgelegd, toen hij werd beschuldigd van betrokkenheid bij een complot van Jean Baptiste Breton tegen de Bourbons. In 1824 werd hij afgevaardigde in het Parlement; Lodewijk XVIII van Frankrijk werd opgevolgd door zijn jongere broer Karel X van Frankrijk, die een onderdrukkend regime voerde.
In 1830, tijdens de drie dagen van de Julirevolutie, schreef hij een verklaring ten gunste van Louis Philippe, de zoon van Philippe Égalité. Karel X deed afstand van de troon. De hertog van Orléans schonk Constant 100.000 gulden
om zijn schulden af te betalen. Kort daarna stierf hij. Op 12 december kreeg hij een staatsbegrafenis. Constant ligt begraven op Père-Lachaise.

## Erfenis

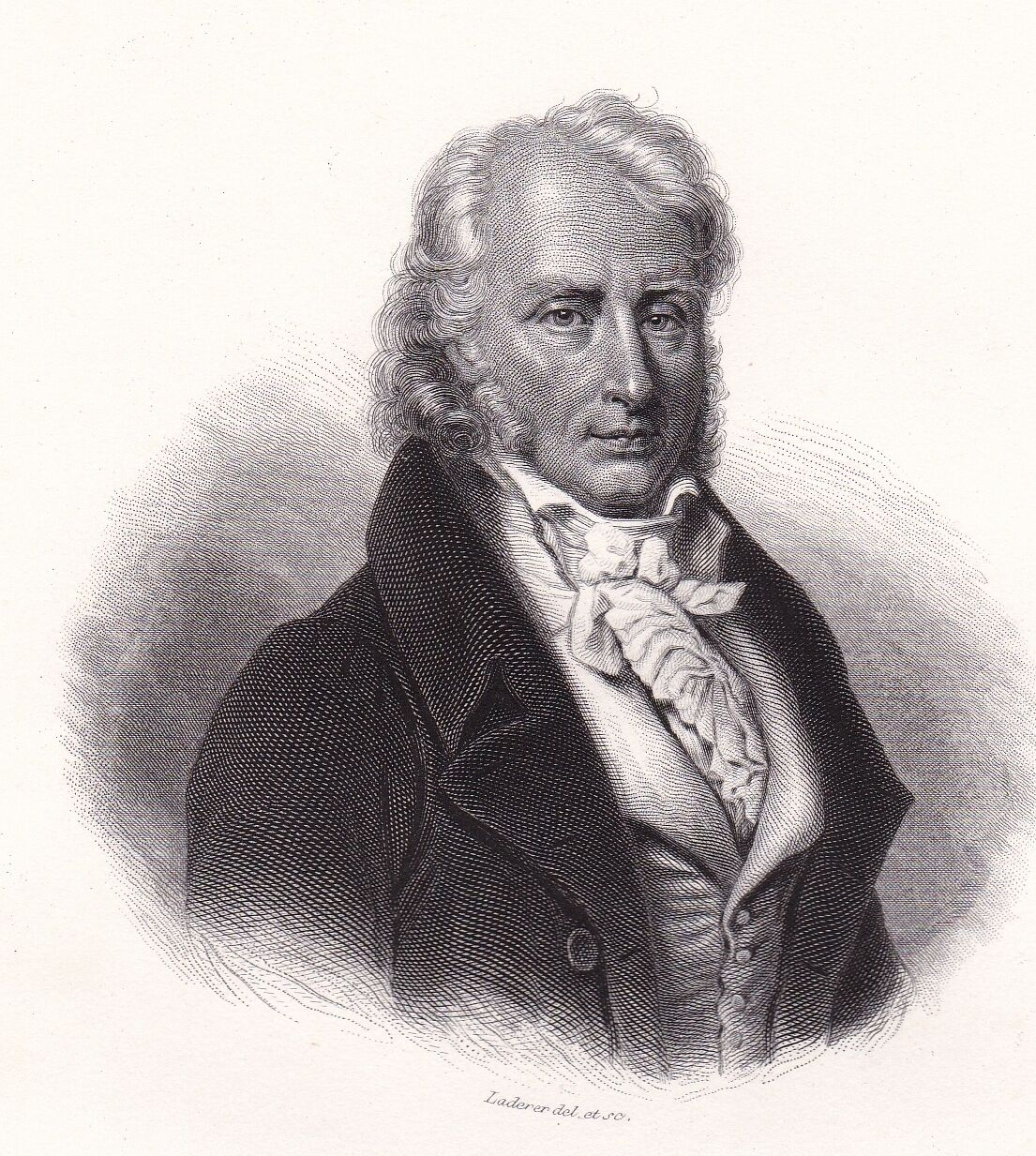
Constant op latere leeftijd

Constant pleitte voor het "juste milieu" of juiste midden. Hij beïnvloedde met zijn ideeën over ministeriële verantwoordelijkheid de leiders van de Belgische Revolutie; in 1829 de Griekse strijders voor de onafhankelijkheid van het Ottomaanse Rijk; in 1830 de Novemberopstand; de Zwitserse advocaat Daniel-Henri Druey, de Mexicaanse liberaal José María Luis Mora; de Liberale Partij (Brazilië) en indirect de Proclamatie van de Republiek Brazilië en de Braziliaanse grondwet van 1891. Ook Alexis de Tocqueville zou een politieke leerling zijn geweest
De Franse literatuur in de 19e eeuw vertegenwoordigt hij met zijn psychologische romans (in de ik-vorm) en het 'mal du siècle' na de slag bij Waterloo?
Constant wordt soms verward met de Braziliaanse politicus Benjamin Constant Botelho de Magalhães maar ook met de schilder Jean-Joseph Benjamin-Constant.

## Werken
- Correspondance générale 1810–1812 geredigeerd door Paul Delbouille, Kurt Kloocke, deel VIII

### Essays
- De la force du gouvernement actuel de la France et de la nécessité de s'y rallier (1796)
- Des réactions politiques (1797). Vertaald als: Van wederwerkingen in den staat (politieke reactien). In Den Haag: by Isaac van Clefe, 1799
- Des effets de la Terreur (1797)
- Fragments d'une ouvrage abandonné sur la possibilité d'une constitution républicaine dans un grand pays (1803–1810)
- De l'esprit de conquête et l'usurpation (1814), is het pamflet tegen Napoleon
- Observations sur le discours prononcé par S.E. le Ministre de l'intérieur en faveur du projet de loi sur la liberté de la presse (1814)
- Principes de politique applicables à tout les gouvernements répresentatifs et particulièrement à la constition actuelle de la France (1815)
- De la libertés des brochures, de pamphlets et des journaux considerée sous le rapport de l'intérêt du gouvernement
- De la doctrine politique qui peut réunir les partis en France (1816)
- Des élections de 1818 (1818)
- De la liberté des Anciens comparée à celle des modernes (1819). Vertaald als: De waarde van vrijheid. Amsterdam: ONE Business, 2016 ISBN 978-90-352-5259-2
- Cours de politique constitutionnelle (1818-1820). Nouvelle édition 1836
- Les mémoires sur les Cent-Jours (1819-1820)
- Commentaire sur l'ouvrage de Filangieri (1822)
- Lettre à Mr. le Procureur-Général de la Cour Roy. de Poitiers (1822)
- De la religion, considérée dans sa source, ses formes et ses développements. Tome premier; Tome II; Tome III; Tome IV; Tome V (1824–1834). Vertaald als: Over de godsdienstige vrijheid. Te Arnhem: bij C.A. Thieme, 1837
- Appel aux Nations chrétiennes en faveur des Grecs (1825). Vertaald als: Beroep op de christen natien, ten gunste der Grieken. Te 's Gravenhage, bij S. de Visser, 1825
- Discours de M. Bejamin Constant à la Chambre des députés. Tome premier; Tome second (1827-1828)
- Mélanges de littérature et de politique (1829)
- Choix de rapports opinions et discours prononcés à la chambre des deputés (1832)
- Du polythéisme romain considéré dans ses rapports avec la philosophie grecque et la religion chrétienne (1833)

### Romans
- (fr)  Le Cahier rouge (1807) Portret van Constant op 6-jarige leeftijd en de volledige tekst van Le Cahier Rouge
- Wallstein, tragédie en cinq actes et en vers, précédée de quelques réflexions sur le théatre Allemand, et suivi de notes historiques (1809)
- Adolphe (1816). Vertaald als: Adolphe. Een kleine roman. Amsterdam: Maatschappij voor Goede en Goedkoope Lectuur, 1911. Het is beïnvloed door Die Leiden des jungen Werthers en dat zich gedeeltelijk afspeelt in Kadaň. In 1978 uitgegeven als: Adolphe. Een anecdote aangetroffen in de paperassen van een onbekende. Utrecht: Het Spectrum, 1978 ISBN 90-274-9108-9
- Cécile (1951), eerst postuum uitgegeven

### Brieven
- Lettre à M. Odillon-Barrot, avocat en la Cour de cassation, sur l'affaire de Wilfrid Regnault Lettre à M. Odillon-Barrot, avocat en la Cour de cassation, sur l'affaire de Wilfrid Regnault, condamné à mort (1818)
- 2me lettre à M. Odilon Barrot, avocat en la Cour de cassation, sur l'affaire de Wilfrid Regnault, condamné à mort (1818)
- De l'appel en calomnie de M. le marquis de Blosseville, contre Wilfrid-Regnault (1818)